# Nicolae Ceaușescu
Nicolae Ceaușescu (Scornicești, Pitești, 1918 - Târgoviște, 1989) fou un polític romanès, que exercí de President de Romania entre 1967 i 1989 així com de secretari general del Partit Comunista Romanès entre 1965 i 1989.

## Primers passos a la política
Nascut en una família camperola, el seu pare en el moment de batejar-lo va oblidar-se que ja tenia un fill anomenat Nicolae. Només va poder anar a l'escola fins a quart de primària, ja que havia de treballar per ajudar els pares. Va marxar a Bucarest on va ser membre de les Joventuts Comunistes Romaneses des de l'any 1933, i va conèixer la que seria la seva dona, Elena Ceaușescu. Amb l'ocupació de les tropes alemanyes de Romania va ser detingut pels alemanys i empresonat (1940-1944). En aquell moment era Secretari del comitè central de les joventuts comunistes. A la finalització de la Segona Guerra Mundial va ser elegit secretari del Partit Comunista Romanès a Bucarest, fet que va afavorir la seva elecció com a diputat de l'Assemblea Nacional Romanesa a les eleccions de l'any 1946. Va ser elegit membre del Comitè Central del Partit Comunista Romanès (1948), i fou viceministre d'Agricultura (1948-1950) i de les Forces Armades (1950-1954). Com a director polític dels exèrcits va rebre el càrrec de General (1951-1953). Secretari General del partit el març de 1965 i al desembre de 1967, a la mort de Gheorghe Gheorghiu-Dej, va ser elegit cap de l'estat de la República Popular de Romania.

## Consolidació en el poder i projecció internacional
Arran de l'ocupació militar soviètica de Txecoslovàquia (1968) es va oposar a la política exterior de l'URSS i va encetar un contradictori procés d'independització respecte a la potència comunista. Es va apropar als Estats Units d'Amèrica, la República Federal d'Alemanya (RFA), França, Itàlia i el Regne Unit amb els quals va establir relacions diplomàtiques. Al mateix temps va establir cooperacions amb la Xina i Iugoslàvia, i encetava una política de mà estesa cap als països del Tercer Món (tot i els conflictes que tingué amb alguns països àrabs pels llaços existents entre Romania i Israel). La seva projecció internacional la va enfortir per les contínues visites que Ceaușescu va fer per molts països (Regne Unit, URSS, Estats Units, França, Cuba i Egipte) entre d'altres.
A nivell intern, va començar un procés de denúncia del règim de Gheorghe Gheorghiu-Dej, rehabilitant moltes de les seves víctimes com Lucreciu Patrascanu i Ana Pauker. També va intentar aplicar un seguit de mesures de descentralització (1970), però aquestes només foren petits intents d'assentar l'administració romanesa per tot el territori. Al llarg de la primera meitat dels anys 70 del segle xx va augmentar el poder que tenia dins del Partit Comunista Romanès i dins de Romania. Així va ser nomenat President del Consell Suprem de Desenvolupament Econòmic i Social (1973) i el 1974 va afavorir tot un seguit de reformes estatals: Romania va passar de ser República Popular a República Socialista i es va crear el càrrec de President de la República Socialista de Romania, que va ser ocupat pel mateix Ceaușescu. D'altra banda el mateix any 1974 va ser reelegit Secretari General del Partit Comunista Romanès (PCR), mentre que la seva dona, Elena Ceaușescu, era elegida membre del Comitè Executiu.

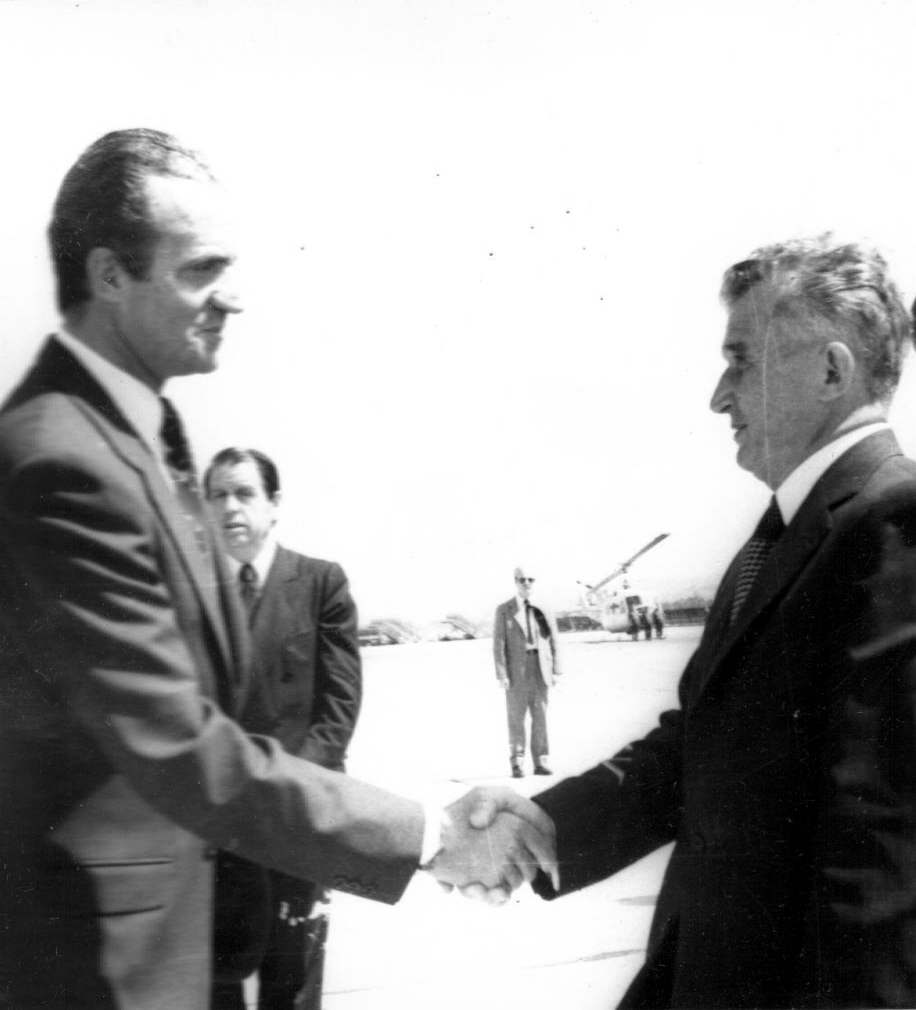
Nicolae Ceaușescu amb el rei Joan Carles I d'Espanya, el 1979.

Va ser a partir d'aquell moment quan Ceaușescu va començar a perdre contacte amb la realitat. D'una banda començaren tot un seguit de processos de reformes per industrialitzar el país, així com la creació de grans granges i de cultius de grans extensions per poder arribar aconseguir una gran producció agrària. Amb el terratrèmol de 1976, que va afectar especialment Bucarest, va començar tot el seguit de demolicions de barris sencers i de construcció de noves zones de residència mitjançant l'edificació de blocs d'habitatges que destrossaren pràcticament l'encant que tenia fins al moment la capital romanesa, anomenada per aquest motiu el Petit París o el París de l'Est d'Europa.
El règim comunista es va endurir encara més a finals dels anys setanta i principis dels vuitanta del segle xx. Després de les visites fetes a la Xina i a la República Democràtica de Corea del Nord va quedar impressionat pel culte a la personalitat que es portava a terme envers els líders dels partits comunistes d'aquells països. Per aquest motiu va intentar desenvolupar un culte a la seva personalitat i a la de la seva dona, tot defugint de la realitat que es vivia a Romania, a l'estil dels països asiàtics. També com a motiu de la nova orientació megalòmana del règim comunista, es va començar a construir damunt d'un barri destruït per les demolicions la Casa del Poble (Casa Poporului, actualment Palatul Parlamentului), que va esdevenir el segon edifici més gran de tota la Terra.
Amb una economia cada cop més debilitada, en part per la corrupció, en part per la poca innovació i renovació de tota la maquinària industrial i agrària, en mig d'un clima de paranoia col·lectiva i de manca d'elements tan importants com els aliments (que eren racionats), el règim de Ceaușescu es va anar degradant, fins al punt que aquest va perdre el suport que tenia dins de les Forces Armades, el partit comunista i la mateixa Securitate, que ell mateix controlava. Aquesta debilitació es va veure afavorida per un context internacional canviant, ja que al llarg de l'any 1989 es produïa la caiguda del mur de Berlín, la descomposició del bloc comunista a Europa i la finalització de la Guerra Freda. Malgrat això Ceaușescu va fer oïdes sordes a aquells que com Gorbatxov li reclamaven que aprofités la celebració del XIV Congrés del Partit Comunista Romanès (novembre de 1989) per afavorir l'inici d'un procés reformador i democràtic a Romania que hauria de permetre al comunisme romanès adequar-se a l'onada reformista que recorria Europa en aquell moment. Ceaușescu i els seus, descartant cap reforma i reclamant la seva via pròpia cap al socialisme, van ser renovats en llurs càrrecs i establiren una nova orientació i objectius econòmics que res tenien a veure amb la realitat de Romania.

## El Complot i la caiguda: Revolució romanesa de 1989

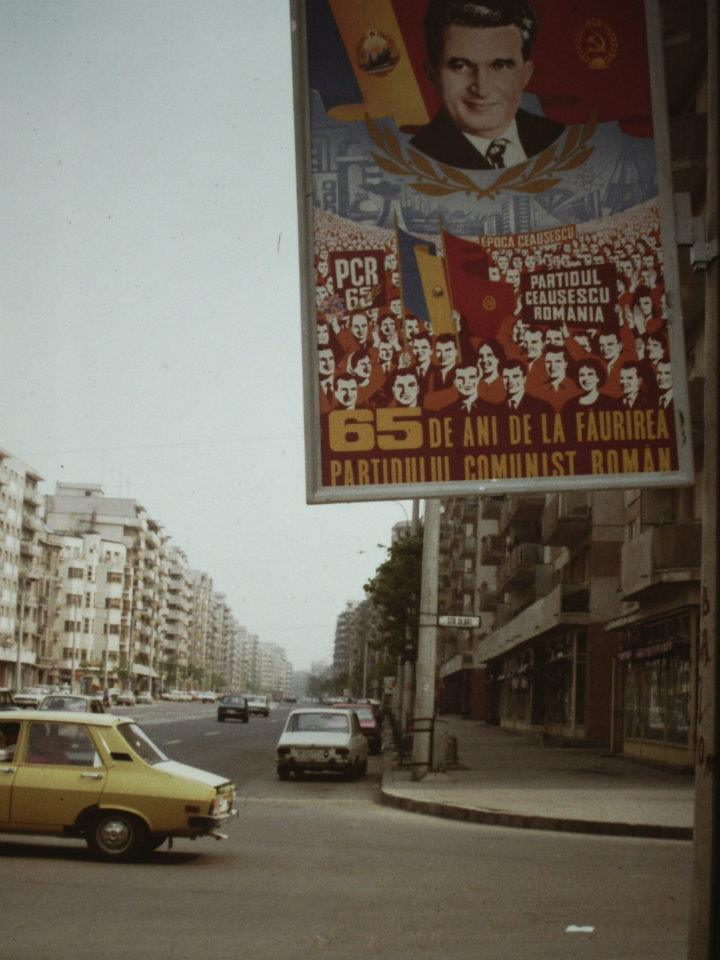
Propaganda on es lloa a Ceaușescu als carrers de Bucarest, mitjans dels anys vuitanta del, quan la situació econòmica i social ja estava molt degradada a Romania

Un mes més tard, coincidint amb una visita que Ceaușescu feia a l'Iran, una manifestació convocada per un mossèn hongarès a Timisoara (17 de desembre de 1989), va acabar desencadenant una revolta popular. Si bé inicialment l'exèrcit romanès va romandre al costat de Ceaușescu, aviat començarien les desercions. El 21 de desembre Ceaușescu aconsellat per alguns membres del seu cercle de confiança, format per membres del Politburó del Partit Comunista Romanès i alguns militars, va convocar una manifestació popular perquè es mostrés el suport que tenia. A aquesta manifestació els responsables del partit comunista de Bucarest de portar treballadors van dur obrers que procedien a peu des de les fàbriques als afores de Bucarest i del torn de la nit, fet pel qual no havien dormit. En mig dels parlaments que Ceaușescu dirigia a la multitud i quan la manifestació era retransmesa a tot el país en directe, una part dels concentrats a la manifestació van començar a cridar Jos Ceaușescu! (Avall Ceaușescu!) en mig de la incredulitat de la majoria dels assistents a la manifestació. Després del pànic inicial es va tallar l'emissió televisiva i la policia va dissoldre als incitadors. La manifestació va poder seguir i Ceaușescu va continuar parlant, però en aquell moment no se sabia ben bé que passava a Romania i començaven a córrer tota mena de rumors pel país. Tot i que el règim comunista es va afanyar a donar una imatge d'aparent normalitat, els preparatius per fer l'últim acte ja estaven decidits.
La nit del 21 al 22 de desembre la mort en estranyes circumstàncies del comandant en cap de les Forces Armades, General Vasile Milea, deixava les Forces Armades en mans dels militars que preparaven un cop d'estat contra el règim de Ceaușescu. Entre aquests es comptaven els Generals Stănculescu i Neagoe (el primer era conseller personal de Ceaușescu i va ser un dels que va animar-lo a convocar la manifestació del dia 21 de desembre). Tot i que la normalitat era aparent, el 22 de desembre alguns membres del partit comunista, actuant conjuntament amb els militars, van preparar marxes des de les fàbriques cap al centre de Bucarest. Els obrers, en arribar al centre de la ciutat, començaren a fer aldarulls i a convidar a la gent a revoltar-se, començant així la Revolució Romanesa de 1989. Tot i que la policia en un primer moment va actuar per detenir els aldarulls, aviat es va donar l'ordre de defensar únicament els edificis governamentals de possibles assalts. En mig d'un ambient de revolta popular i davant de la permissivitat de l'exèrcit i de la policia (ja controlada pels colpistes) Ceaușescu va ser convidat per Stănculescu i per altres militars i alts càrrecs del partit a retirar-se a la residència presidencial de Snagov mentre es controlava la situació a la capital romanesa. Quan aquest va marxar en helicòpter de la seu del partit (actual seu del Senat Romanès), acompanyat de la seva dona i gent de la seva confiança del partit, els militars lliuraren el poder al govern de concentració constituït per Ion Iliescu i el Front de Salvació Nacional que es trobaven a la televisió romanesa. Mentrestant la població de Bucarest era al carrer amb la sensació de què ells havien provocat la caiguda del dictador romanès.
Ceaușescu, ja conscient de la traïció duta a terme per part d'alguns dels seus homes de confiança va fugir també de Snagov direcció cap al centre de Romania, on forces de la Securitate esperaven la seva arribada. Però abans d'arribar a aquest lloc va ser deixat a les proximitats de Targoviste, on fou detingut i jutjat en una farsa de judici que va ser gravat.
Stanculescu, que s'havia traslladat en persona a Targoviste, va ordenar que al final del judici s'executés a Ceaușescu. Davant de la por dels comandaments militars i dels soldats allà presents va comprar voluntats a canvi d'uns quants milions de lei (moneda romanesa). Així el 25 de desembre de 1989 Nicolae Ceaușescu i la seva dona Elena van ser executats. Amb ells acabava el règim comunista instaurat a Romania el 1947.

## Llegat

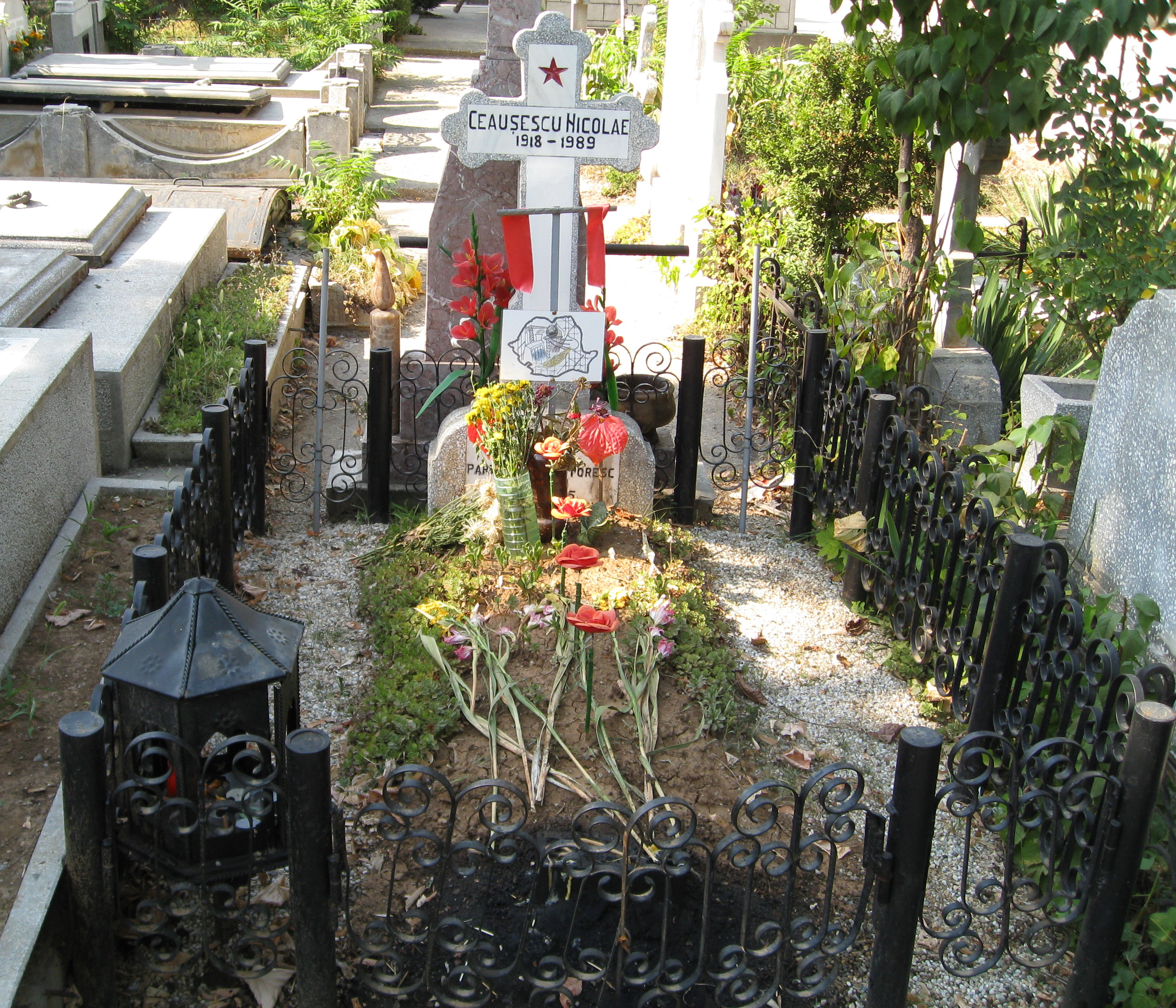
Primer lloc de sepultura de N. Ceaușescu.

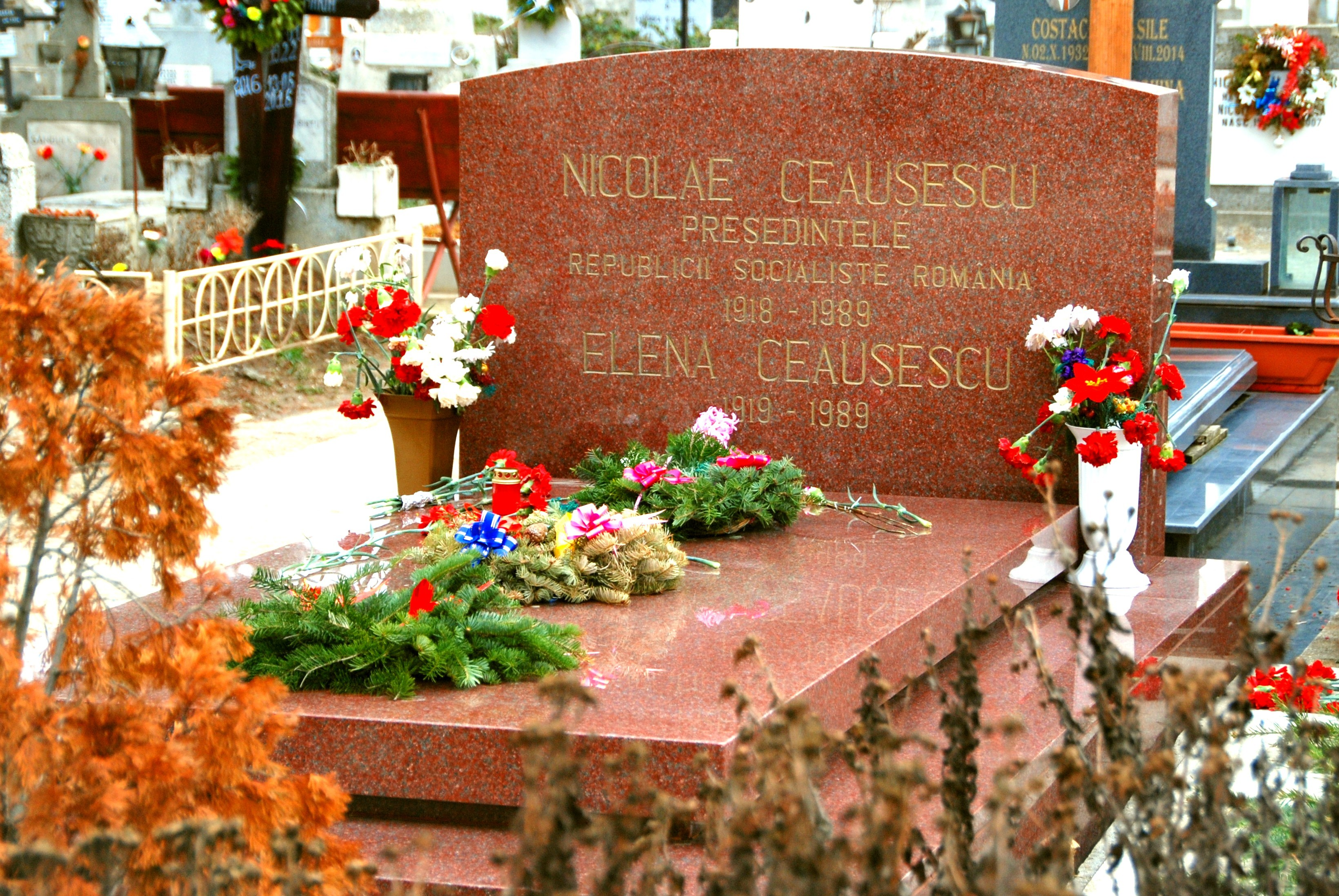
Actual tomba del matrimoni de Nicolae i Elena Ceaușescu.

L'escriptor uruguaià Eduardo Galeano va utilitzar l'exemple de la caiguda dels Ceauşescu al seu llibre Patas arriba. El mundo al revés per il·lustrar la manipulació informativa:
| « | «La vigília del Nadal de 1989, vam poder tots contemplar el més horrible testimoni de les matances de Nicolae Ceauşescu a Romania. Aquest dèspota delirant, que es feia anomenar El Danubi Blau del Socialisme, havia liquidat 4.000 dissidents a la ciutat de Timișoara. Vam veure molts d'aquests cadàvers, gràcies a la difusió mundial de la televisió i gràcies a la bona feina de les agències internacionals que nodreixen imatges els diaris i les revistes. Les fileres de morts, deformats per la tortura, van estremir el món. Després, alguns diaris van publicar la rectificació, que pocs van llegir: la matança de Timișoara havia passat però havia cobrat un centenar de víctimes, incloent els policies de la dictadura, i aquelles imatges esgarrifoses no havien estat més que una posada en escena. Els cadàvers no tenien res a veure amb aquesta història, i no havien estat deformats per la tortura, sinó pel pas del temps: els fabricants de notícies els havien desenterrat d'un cementiri i els havien posat davant de les càmeres.» | » |

A Romania, alguns creien que la tomba de Ceauşescu al cementiri civil de Ghencea (Bucarest) no contenia el seu cos. El 21 de juliol del 2010 va començar l'exhumació dels cadàvers de Nicolae així com de la seva dona Elena per sotmetre les seves restes a proves d'ADN i poder verificar així les identitats de les restes enterrades al cementiri civil de Ghencea. El dimecres 4 de novembre de 2010 l'Institut de Medicina Legal de Romania va anunciar oficialment que l'ADN prova que Ceaușescu efectivament està enterrat al cementiri de Ghencea a Bucarest. Tot i això, el cadàver d'Elena es trobava tan deteriorat, a causa de l'acarnissament que va patir en mans del pilot d'afusellament, que no hi havia material suficient per a una prova fiable. Finalment, al desembre de 2010, els cossos dels Ceauşescu van ser enterrats junts en una nova tomba recoberta de granit vermell, doncs anteriorment estaven enterrats en sepulcres separats diversos metres. Donat l'ateisme de la parella, la tomba no té creus o altres símbols religiosos. La làpida porta la inscripció: "Nicolae Ceauşescu, president de la República Socialista de Romania, 1918-1989, Elena Ceausescu, 1919-1989". El 2007 la casa on Ceauşescu va néixer i es va anunciar que seria convertida en un museu. El 2010 es va emplaçar a la seva ciutat natal, Scornicesti, una estàtua de marbre blanc i tres metres d'alçada. Tots dos projectes són promoguts per Emil Bărbulescu, el nebot de Ceaușescu. El poeta romanès Adrian Păunescu li va dedicar al matrimoni Ceaușescu una poesia titulada «Plor pel vell». El director romanès Andrei Ujica va realitzar la pel·lícula Autobiografia lui Nicolae Ceaușescu ("Autobiografia de Nicolae Ceaușescu") íntegrament amb escenes dels antics arxius del govern comunista. Va ser selecció oficial del Festival de Cannes de 2010.
La difícil situació econòmica a la Romania postcomunista ha fet que molts romanesos, particularment camperols, desocupats i membres de minoria ètnica, minories ètniques, reivindiquin la figura de Ceauşescu i el llegat de la República Socialista. Segons una enquesta realitzada el 2014, el 69% dels romanesos considera que el país estava millor sota el comunisme, i un 66% votaria per Ceauşescu per a president.